# Azemmour

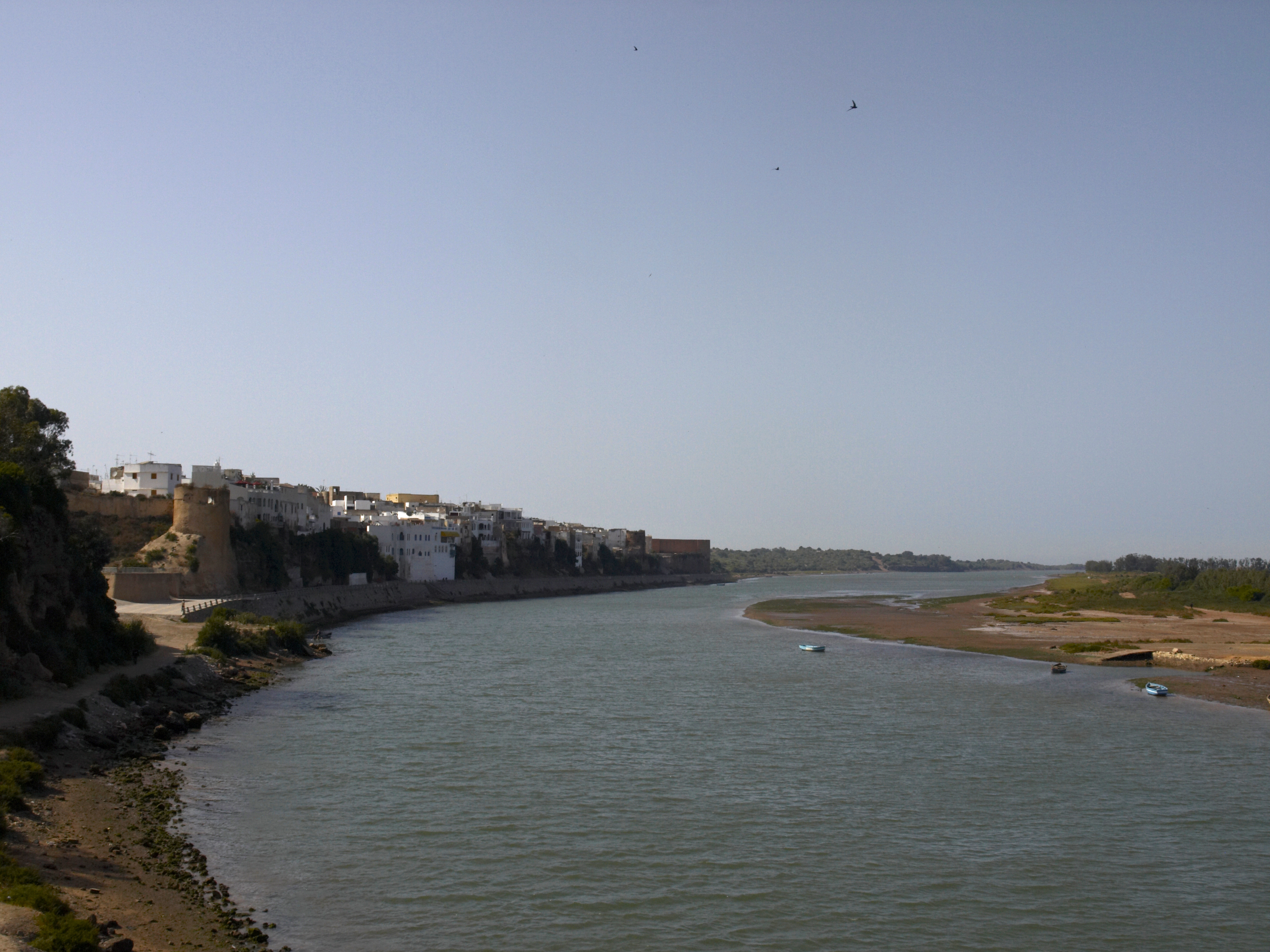
Zicht vanop de brug over de Oum Er-Rbia richting zee, met links Azemmour

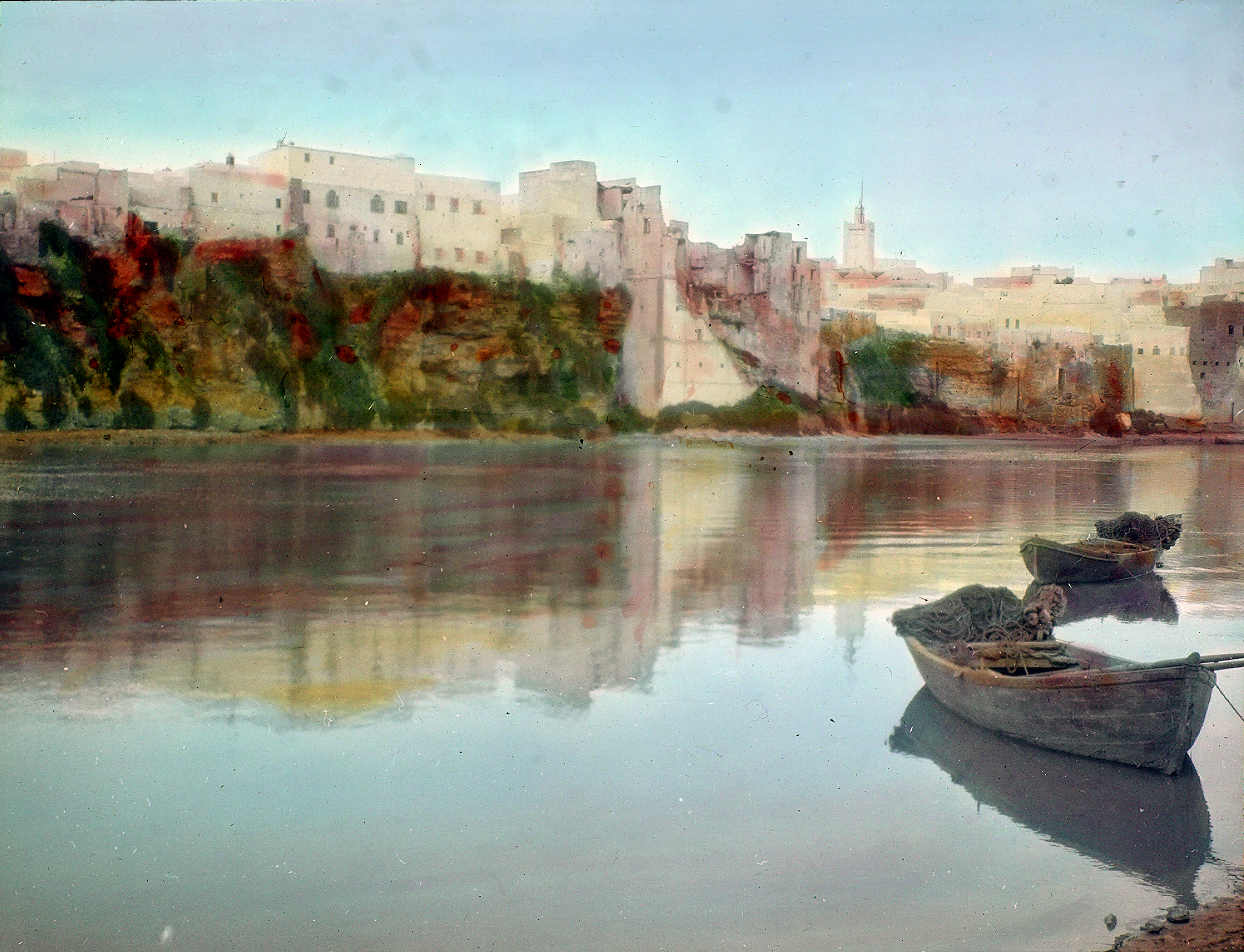
Ingekleurde dia van Azemmour in 1925

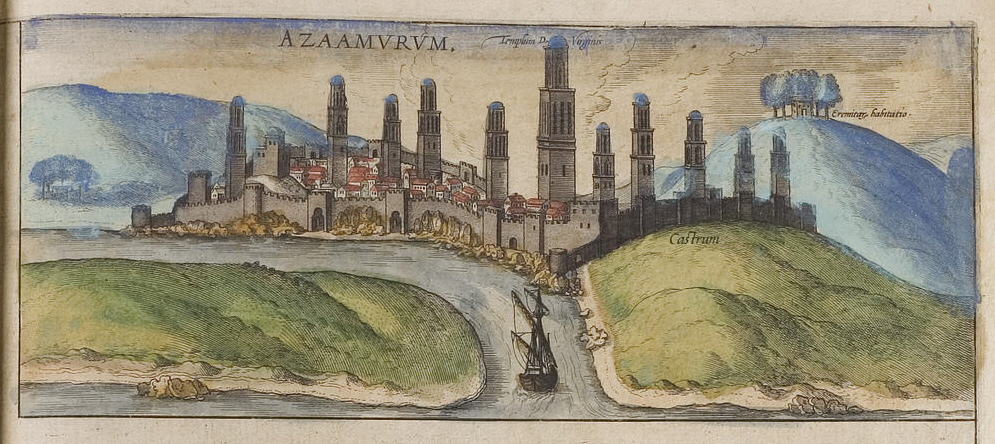
Azaamurum in de atlas Civitates orbis terrarum (1572)

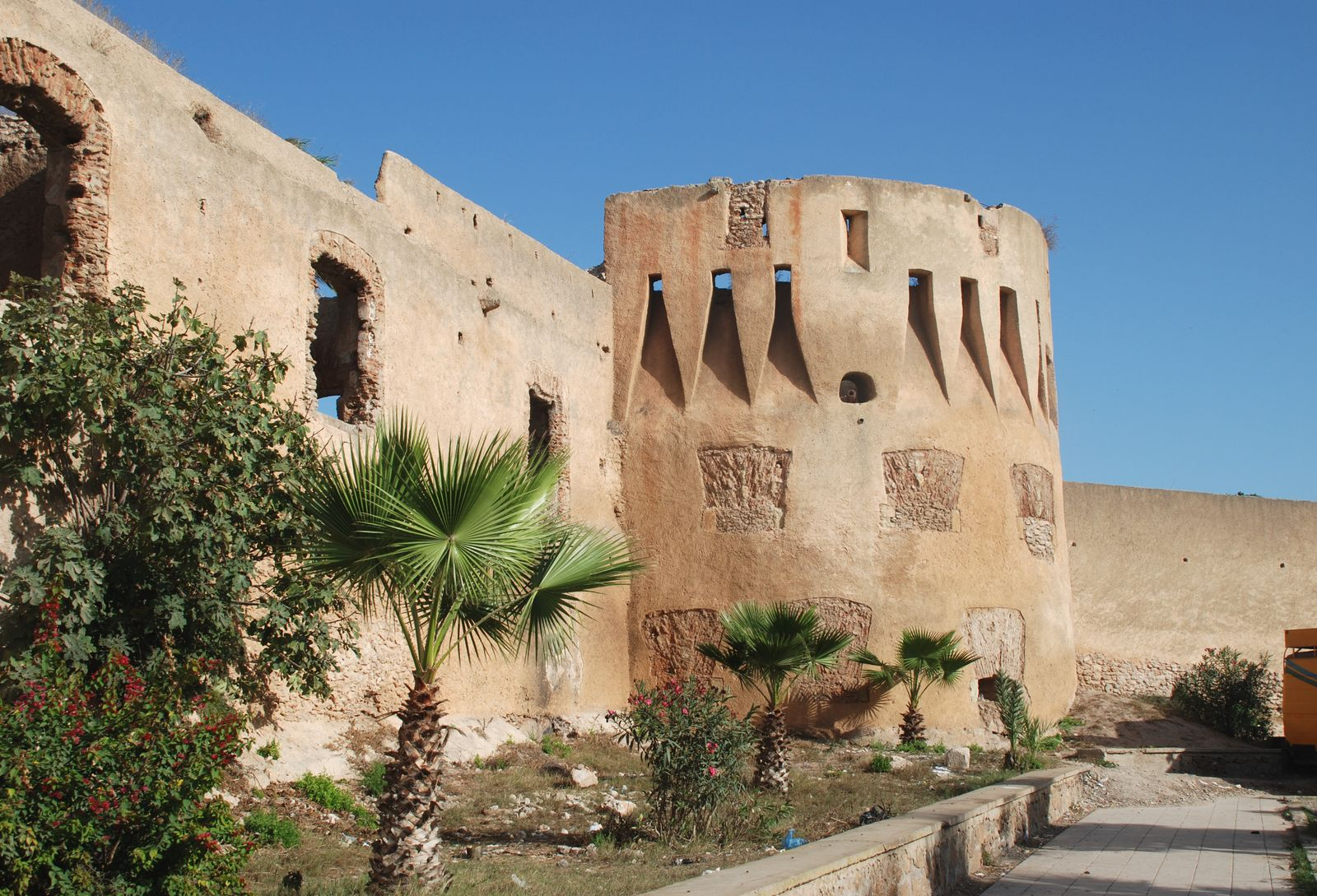
Bewaarde stadsmuur met toren

Azemmour (Arabisch: أزمور Azamūr, Berbers: ⴰⵣⵎⵎⵓⵔ Azemmur, Portugees: Azamor) is een stad aan de Atlantische kust van Marokko op de linkeroever van de rivier de Oum Er-Rbia. Van 1513 tot 1541 was het een Portugese enclave op hun Afrikaanse handelsroute. In 2014 had Azemmour 40.920 inwoners.

## Ligging
Azemmour ligt ongeveer 80 kilometer ten zuidwesten van Casablanca en 16 kilometer ten noordoosten van El Jadida aan een aftakking van de Autoroute de l'Atlantique. De stad in de provincie El Jadida ligt twee kilometer van de zee op een rotsplateau op de linkeroever van de Oum er-Rbia, een lange rivier die ontspringt in de Midden-Atlas. Landinwaarts van Azemmour is er een brug over de rivier. De vruchtbare landbouwgronden van de Doukkala-vlakte vormen de economische basis van de stad.

## Beschrijving
De oude stad is verdeeld in drie delen. In het zuiden liggen de medina en de (afgesloten) kasbah, waar het bestuur was gevestigd. In het noorden is de Joodse mellah te herkennen aan de voormalige synagoge Abraham Moul Niss. Het Portugese fort is een ruïne met als voornaamste overblijfsel het kruithuis (Dar El Baroud). Grote delen van de stadsmuren zijn bewaard, alsook twee poorten (Baba el Kasbah en Bab el Medina).
Na de onafhankelijkheid heeft een stadsuitbreiding op rasterpatroon plaatsgevonden, vooral richting zuiden en westen. Noordwaarts is een verbinding gemaakt met het zandstrand van Houazia, dat hoofdzakelijk binnenlandse toeristen trekt. Naar het oosten, aan de monding van de Oum er-Rbia, bevinden zich de mausolea (qubba) van Sidi Ouadouad en Laila Aisha Bahria. Het mausoleum van Abu Shuaib, buiten de stadsmuren in het zuidoosten van de medina, is een trekpleister waar de zegenkracht (baraka) van de maraboet wordt afgesmeekt, in het bijzonder voor vruchtbaarheid en het krijgen van zonen. De jaarlijkse bedevaart (moussem) die voor hem wordt georganiseerd, brengt bezoekers van ver buiten Azemmour.

## Geschiedenis
De vroege geschiedenis van Azemmour begint waarschijnlijk met de Feniciërs en de Carthagers. In hun Punische taal heette de stad Azama, wat na de Romeinse overname Asama werd in het Latijn. Rond het begin van de jaartelling werd de stad begunstigd door de Berberkoning Juba II.
Onder de Almoraviden en de Almohaden was Azemmour een centrum van islamitische cultuur. Abu Abdallah Mohammed Amghar was de leraar van de heilige en geleerde Abu Shuaib Ayub Ibn Said Erredad al-Sanhaji Assariya († 1176). Diens broederschap heette de Shuaibiya. Na zijn dood kreeg Abu Shuaib een mausoleum in Azemmour op de resten van een Romeins gebouw, net als zijn leerlinge Laila Aisha Bahria uit Bagdad.
De Almohaden-kalief al-Murtada werd in 1266 verdreven door zijn neef al-Wathiq en vluchtte naar Azemmour. Zelf werd al-Wathiq in 1269 ten val gebracht door de Meriniden. Na hen werd Azemmour geregeerd door de Berberdynastie van de Wattasiden, die in de 15e eeuw te maken kregen met de Portugese expansiedrang.
Vanaf de 15e eeuw kochten Portugese kooplieden in Azemmour stoffen, wol, paarden, vis en graan in om te ruilen voor goud en slaven in Zwart-Afrika. In 1486 dwong koning João II een contract af dat Azemmour verplichtte tot het betalen van tribuut en het ontvangen van een presidio. Omdat de lokale bevolking opstandig werd en het contract dode letter bleef, schakelde koning Manuel I over op een strategie van bezetting. Na een mislukte poging in 1508 werd Azemmour in 1513 ingenomen door een groot expeditieleger onder hertog Jacobus I van Bragança. De moslimbevolking werd verjaagd en vervangen door christenen, terwijl de joden een plek kregen in de judiaria. Van hen werd verwacht dat ze een bemiddelende rol zouden spelen tussen Portugezen en Moslims. Voor een substantieel deel ging het om uit Portugal verdreven joden. Uiteindelijk zouden ook sommige moslimbewoners terugkeren. In 1517-1520 bouwden de Portugezen een fort en nieuwe stadsmuren. Met een atalho verkleinden ze de medina tot een vierkant, beter te verdedigen grondplan. Het sterkste fort kwam in het nabijgelegen El Jadida, dat een betere haven was.
De gouverneur van Azemmour, D. Pedro de Sousa, ondernam in 1515 met Nuño Fernandes de Ataide een aanval op Marrakesh, maar emir Muḥammad ibn al-Nasir Bu-Shantuf sloeg deze af. Daarna kwamen de Portugese versterkingen in Marokko geleidelijk onder druk te staan. De Saadi Mohammed al-Sheikh sloeg in 1537 het beleg van Azemmour, nog zonder succes. Vier jaar later liet koning João III Azemmour en Safi evacueren. In 1544 kon Mohammed al-Sheikh als sultan over heel Marokko beginnen te regeren.
Eind van de 16e eeuw werd Azemmour bestuurd door gouverneur Muhammad al-Ayyashi. Hij viel de Spanjaarden aan bij El Jadida en werd een rivaal voor sultan Zaydan. Deze stuurde in 1614 vanuit Marrakesh een leger, waarop al-Ayyashi vluchtte naar Salé in zijn geboortestreek.
De Joodse gemeenschap in Azemmour bestond tot het midden van de 20e eeuw. In de jaren 1940 verwierf de rabbijn Abraham Mul Annes landelijke populariteit. Zijn graf op de binnenplaats van een privéhuis werd door zowel joden als moslims vereerd.

## Inwoners
Een beroemde inwoner van de stad was Mustafa Azemmouri, beter bekend onder zijn slavennaam Estevanico ("Steventje"). In juni 1527 vertrok hij met de Spaanse vloot van Pánfilo de Narváez naar Florida. Hij maakte grote ontdekkingstochten in de Golfkust en Mexico.

## Voetnoten
1. ↑  Rodrigues da Silva Tavim 2012, § 47